# Symfonie nr. 11 (Mjaskovski)
De Russische componist Nikolaj Mjaskovski schreef zijn Symfonie nr. 11 in bes-mineur in 1930/1931. Dat was drie jaar nadat hij zijn 10e symfonie had voltooid, een voor hem lange symfoniepauze.
De stijl van deze symfonie is geheel anders dan die van zijn voorganger, die nog modern klonk. Symfonie nr. 11 klinkt veel behoudender. Dat is waarschijnlijk een gevolg van het veranderende kunstklimaat in de Sovjet-Unie. Was het kort na de Russische Revolutie een en al modernisme wat de klok sloeg, dat was vrij snel voorbij. Te moderne kunst werd als "formalistisch" beschouwd en kunstenaars werden daarop afgerekend. Een andere oorzaak kan volgens Sovjet-musicologen zijn dat Mjaskovski en anderen de slecht funcionerende Vereniging van Hedendaagse Muziek verlaten hadden.
De première liet lang op zich wachten voor een symfonie van Mjaskovski: pas twee jaar na de voltooiing. Mjaskovski had toen al aan zijn symfonie gesleuteld. Een muzikale blikvanger in deze symfonie zijn twee fragmenten in deel 2, waarbij de houtblazers in een fugatisch motief om en bij elkaar in het thema blijven hangen.
Het werk is opgedragen aan Maximilian Steinberg, wiens derde symfonie Mjaskovski kort daarvoor ten dele had omgezet in een pianobewerking.

## Delen
1. Lento – Allegro agitato
2. Andante – Adagio, ma non tanto
3. Precipitato – Allegro

## Discografie
- Moskou's Symfonieorkest o.l.v. Veronika Doedarova (lp Melodiya C10 09483 / HMV-Melodiya ASD 3879 / cd Olympia OCD 133 / ZYX-Melodiya MEL 46021-2)
- Academisch Symfonieorkest van de Russische Federatie o.l.v. Jevgeni Svetlanov (Russian Disc RDCD 00653 / Warner 2564 69689-8 / Olympia OCD 734)

Symfonie nr. 1 · 2 · 3 · 4 · 5 · 6 · 7 · 8 · 9 · 10 · 11 · 12 · 13 · 14 · 15 · 16 · 17 · 18 · 19 · 20 · 21 · 22 · 23 · 24 · 25 · 26 · 27